# Hafsiden
Die Hafsiden (arabisch بنو حفص, DMG Banū Ḥafṣ, tamazight ⵉⵃⴰⴼⵙⵉⴻⵏ Iḥafsien) waren von 1229 bis 1574 eine Herrscherdynastie in Ifrīqiya, deren Kernbereich dem heutigen Tunesien entspricht und die zu den am längsten regierenden Dynastien im Maghreb zählen. 1229 übernahmen sie im Osten des Maghreb die Macht von den Almohaden (1147–1269). Im westlichen Algerien herrschten etwa zur gleichen Zeit die Abdalwadiden (1235–1554).
Ab 1212 war die Macht der in Andalusien und dem Maghreb herrschenden Almohaden geschwächt, weil sie Kämpfe gegen die christlichen Königreiche Spaniens verloren und interne Thronrivalitäten hatten. In der sich ausweitenden Anarchie gewannen die arabischen Beduinen und andere Nomaden gegenüber den sesshaften Berbern an Bedeutung.

## Geschichte
Der namensgebende Stammvater der Familie  war Abu Hafs Umar  (* 1090; † 1175 in Salé) Scheich des Berberstammes der Hintata, die als Teil der Stammesföderation der Masmuda, südlich von Marrakesch siedelten. Er war ein früher Anhänger von Ibn Tumart, genannt der Mahdi, dem Gründer der islamischen Reformbewegung der Almohaden, und war nach Abd al-Mumin der ranghöchste Führer dieser Bewegung.
Zum Begründer der Hafsiden-Dynastie wurde dessen Enkel Abu Zakariyya Yahya I., Gouverneur von Gabès (arabisch قابس, DMG Qābis) (heute eine Stadt an der Mittelmeerküste Tunesiens), der nach seinem Abfall von den Almohaden von 1229 bis 1249 in Ifrīqiya (etwa das heutige Tunesien) regierte. Bei seiner 1228 erfolgten Unabhängigkeitserklärung gegenüber dem Kalifat von Marrakesch berief er sich auf den Mahdi, dessen Reich er fortsetzen und wieder einigen wollte.
Als Herrscher reformierte Abu Zakariyya (Zacharias) in Ifriqiya die Verwaltung und baute Tunis zu dessen wirtschaftlichem und kulturellem Zentrum aus. Er nahm den Titel eines Emirs an, ließ sich jedoch im Freitagsgebet niemals als Kalif huldigen.
Unter ihm wurden viele Muslime aus Andalusien aufgenommen, die vor der Reconquista in Kastilien und Aragon auf der Flucht waren. 1231–1236 schloss Ifriqiya Wirtschaftsverträge mit Italiens Republiken Venedig, Pisa und Genua und orientierte dorthin seinen Handel, was einen Wirtschaftsaufschwung bewirkte. Militärisch waren die Hafsiden bald den europäischen Heeren ebenbürtig, die Wissenschaft erreichte jedoch nur in der Theologie ein hohes Niveau (durch die Mystik des Abu Madyan und fahrende Gelehrte wie Abd Allah al-Tijani). Zakariyyas Nachfolger Muhammad I. al-Mustansir (1249–1277) nahm offiziell den Titel eines Kalifen an und förderte insbesondere die Bautätigkeit. Von den Palästen, Parks und hydraulischen Anlagen blieb allerdings nur wenig erhalten. Um 1295 wurde in Tunis eine dritte Madrasa (islamische religiöse Hochschule) errichtet.
Im 14. Jahrhundert kam es zum zeitweiligen Niedergang des Reiches. Zwar gelang es den Hafsiden mehrmals, das Reich der Abdalwadiden von Tlemcen zu unterwerfen, doch wurde das ihre zwischen 1347 und 1357 zweimal von den Meriniden aus Marokko erobert. Diese konnten sich allerdings nicht gegen die Beduinen durchsetzen, so dass die Hafsiden ihr Reich zurückgewinnen konnten. Da aber gleichzeitig Pestepidemien zu einem erheblichen Bevölkerungsrückgang führten, wurde ihre Herrschaft weiter geschwächt.
Unter den Hafsiden gewann seit dem 14. Jahrhundert die Piraterie gegen die christliche Seefahrt an Bedeutung und wurde als Art Rache wegen der spanischen Reconquista angesehen. Sie erlebte besonders unter Abd al-Aziz II. (1394–1434) einen großen Aufschwung. Die Gewinne wurden für umfangreiche Bautätigkeiten und die Förderung von Kunst und Kultur genutzt. Allerdings rief die Piraterie auch Gegenaktionen von Aragon und Venedig hervor, die mehrmals Küstenstädte in Tunesien angriffen. Unter Utman (1435–1488) erreichten die Hafsiden ihren letzten Höhepunkt, indem sie den Karawanenhandel durch die Sahara und mit Ägypten, sowie den Seehandel mit Venedig und Aragon förderten. Danach gewannen die Städte Ifriqiyas und die Beduinen weitgehende Unabhängigkeit, sodass die Hafsiden nur noch Tunis und Constantine kontrollierten.
Im 16. Jahrhundert geriet die Dynastie zunehmend in den Machtkampf zwischen Spanien und den von den Osmanen unterstützten Korsaren. Letztere eroberten 1574 Tunis und stürzten die Hafsiden, die zeitweise die spanische Oberhoheit anerkannt hatten.

## Bedeutende Hafsiden-Herrscher
- Abu Zakariya Yahya I. (1229–1249)
- Muhammad I. al-Mustansir (1249–1277)
- Yahya II. al-Watiq (1277–1280)
- Abu Ishaq Ibrahim I. (1279–1283)
- Ibn Abi Umara (1283–1284)
- Abu Hafs Umar I. (1284–1295)
- Muhammad II. (1295–1318)
- Abu Bakr II. (1318–1346)
- Ishaq II. (1350–1369)
- Abu l-Abbas Ahmad II. (1370–1394)
- Abd al-Aziz II. (1394–1434)
- Muhammad III. (1434–1435)
- Uthman (1435–1488)
- Muhammad IV. 1493–1526
- Ahmad III. (1543–1570)
- (ab 1570/74 Osmanisches Reich)